# イザナギプレート
イザナギプレート（Izanagi Plate）は、後期白亜紀に存在したプレートの一つ。日本列島の原型を作ったため、日本神話で日本列島を作った神伊弉諾尊に由来した名をつけられた。
1億3千万 - 1億年前に、現在の北西太平洋に相当する地域に存在した。アジア大陸に衝突しながら北東に運動したため多くの横ずれ断層を発生させた。中央構造線もその一つである。現在の中国南部付近にあった島を移動させ、中国北東部に衝突させた。これが日本列島の原型である。西日本の地質（たとえば三波川変成帯）に大きな影響を与え、現在の北海道の中央を縦断していた。
その後イザナギプレートは北西に向かって運動し始め、年に20 - 30 cmという速いスピードでユーラシアプレートの下に沈み込んだ。約2千5百万年前頃には完全に埋没して消滅した。イザナギプレートの消滅後は、北から北米プレート、東から太平洋プレート、南からはフィリピン海プレートがそれぞれ押し寄せている。